# 자수 '아미타불'명 번
자수 '아미타불'명 번(刺繡 '阿彌陀佛'銘 幡)은 서울특별시 송파구 한성백제박물관에 있는 조선시대의 자수 '아미타불'명 번이다. 2019년 2월 14일 서울특별시의 유형문화재 제442호로 지정되었다.

## 지정 사유
불번에 아미타불을 수놓은 것으로, 번신은 붉은 비단 바탕에 '나무도사아미타불(南無導師阿彌陀佛)'이라는 글자를 평수로 수놓고, 글자 주위로는 당초문을 액자형으로 수놓았다.
제작연대나 제작자는 밝혀져 있지 않고 자수의 상태가 낡았지만, 조선후기에 유행한 연화, 모란, 석류 등 길상적인 꽃문양이 자련수와 자릿수로 수놓여 있어 자수기술적으로 의미가 있다.

## 조사보고서
<자수 '아미타불'명 번>은 불번에 아미타불을 수놓은 유물이다. 불번은 불교에서 사용하는 불구(佛具)로서, 염직물을 이용하여 만든 것이 많이 현존한다. 그중 번은 불전(佛前)에 내려뜨리거나 법회가 진행될 때 당단에 매달아 뜰 가운데 세워 수많은 사람들을 불교에 귀의시키는 역할을 하였다.
번의 형태는 인간의 신체와 흡사하여 삼각형의 뾰족한 번두(幡頭), 몸체에 해당되는 번신(幡身), 좌우로 늘어뜨리는 번수(幡手), 다리에 해당되는 번미(幡尾)로 구성되어 있다. 본 유물은 마찬가지로 번두와 번신, 번수 및 간략화된 번미로 되어 있다.
번수는 직금직물로 되어 있으나 박락이 심한 편이고, 번두 위 조륜(弔輪)부터 끈목으로 매듭을 지어 번수 위로는 유소형 매듭이 좌우로 늘어뜨려져 있다. 번신과 번두에만 자수가 놓여있는데, 번신은 붉은 비단 바탕 위에 '나무도사아미타불(南無導師阿彌陀佛)'이라는 글자를 평수로 수놓고 있다. 글자의 주위로 당초문을 액자형으로 수놓아 마감하고 있다. 상부의 삼각형 번두는 검은 공단 바탕 위에 복연(覆蓮)의 형태를 수놓고 있다. 바탕직물은 훼손이 심하나 뒤쪽에 종이로 배접하고 있어 형태는 유지하고 있다. 번두의 가장 꼭대기에는 붉은색의 보주형 꼭지를, 그 아래 연잎은 녹색으로 뒤집힌 부분은 자릿수로 연녹색으로 처리하고 있다. 잎맥은 그보다 밝은색으로 간결한 자수로 수놓고 있다.
본 유물은 자릿수와 자련수로 수놓은 자수의 솜씨가 좋으며, 비교적 연대가 올라가는 유물로서 원형을 잘 유지하고 있다. 번두의 바탕이 되는 흑색 공단의 훼손이 가장 심하게 훼손되었고, 번수의 직금직물도 탈락이 심한 편이다. 매듭의 장식끈은 전체적으로 탈색이 진행되고 있어 전체적으로 색상이 고르지 못한 경향이다. 바탕직물의 훼손이 심하고 자수의 탈락이 많은 편이다. 뒷면은 다듬이질한 홍색 명주로 되어 있는데, 탈색이나 변색 및 훼손이 되어 있고, 보수를 여러 번 했던 흔적이 남아 있다.
조사유물은 제작연대나 제작자는 밝혀져 있지 않고 자수의 상태가 낡았지만, 조선후기에 유행한 연화나 모란 및 석류 등 길상적인 꽃문양이 자련수나 자리수 등으로 수놓여 있어 자수기술로 의미가 있어, 서울시 문화재로 지정할 만한 가치가 있다.

## 참고 문헌
- 자수 '아미타불'명 번 - 국가유산청 국가유산포털